# Marine Stewardship Council
El Marine Stewardship Council (MSC) es una organización mundial independiente sin ánimo de lucro que establece un estándar para la pesca sostenible, gestionando un programa de certificación y ecoetiquetado para la pesca salvaje. Las pesquerías que deseen demostrar que están bien gestionadas y sostenibles son evaluadas por un equipo de expertos (independientes a la pesquería e independientes al MSC) con respecto a la base científica del estándar MSC, siendo un proceso público y participativo de todas las partes interesadas. Los productos del mar pueden mostrar la ecoetiqueta azul del MSC únicamente si este pescado es trazado a través la cadena de suministro hasta una pesquería que ha sido certificada según el estándar del MSC.
La misión del MSC es utilizar su ecoetiqueta y su programa de certificación de pesquerías para contribuir a la salud de los océanos de todo mundo, reconociendo y recompensando las prácticas de pesca sostenibles, influir en las elecciones del consumidor cuando compra pescado y mariscos, y trabajar con las partes interesadas para transformar el mercado de productos pesqueros de manera sostenible.

## Desarrollo del MSC en España
En marzo de 2011 se ha abierto la oficina del MSC para España y Portugal en Madrid con un equipo de tres personas.